# Болеслав Рогатка и София фон Дирн
«Болеслав Рогатка, князь легницкий, с Софией фон Дирн и своим любимым лютнистом» (пол. Bolesław Łysy Rogatka, książę legnicki, z Zofią de Doren i swym ulubionym lutnistą) или просто «Болеслав Рогатка и София фон Дирн» — картина польского художника Яна Матейко на исторический сюжет, созданная в 1877 году. Хранится в частной коллекции.
Матейко изобразил князя легницкого Болеслава II Рогатку, правившего в 1248—1278 годах, едущим по полю на коне. За спиной князя сидит его возлюбленная София фон Дирн, рядом идёт лютнист, играющий на своём инструменте.